# SDMX

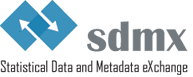
Logo sdmx.

SDMX (siglas en inglés: Statistical Data and Metadata Exchange) es un estándar para el intercambio de datos y metadatos estadísticos. Sus objetivos primordiales son los siguientes:
1. Establecer un conjunto de estándares comúnmente reconocidos, garantizando así un acceso simple a los datos estadísticos y permitir a su vez una mayor manejabilidad de los mismos.
2. Asegurar que los datos siempre vayan acompañados de sus correspondientes metadatos, para que los datos sean accesibles y utilizables.

El estándar SDMX ha sido reconocido dentro de las normas ISO.

## Desarrollo e Implementación
SDMX fue desarrollado con la colaboración de siete organizaciones internacionales, incluyendo el Banco Mundial, el Fondo Monetario Internacional (FMI), la Organización para la Cooperación y el Desarrollo Económicos (OCDE), las Naciones Unidas, la Comisión Europea (Eurostat), el Banco Central Europeo y la Oficina de Estadísticas de las Comunidades Europeas. Estas organizaciones buscaron establecer un marco común que facilitara el intercambio eficiente de datos y metadatos estadísticos a nivel global.
La implementación de SDMX permite a las organizaciones automatizar procesos de intercambio de datos, mejorando la rapidez y la precisión en la diseminación de información estadística. Además, el estándar promueve la transparencia y la accesibilidad de los datos para los usuarios finales, ofreciendo estructuras claras y consistentes para los metadatos que acompañan los conjuntos de datos estadísticos.

## Ventajas del SDMX
Entre las principales ventajas de implementar el estándar SDMX se encuentran:
1. Interoperabilidad: Facilita el intercambio de datos entre diferentes sistemas y plataformas tecnológicas, permitiendo una comunicación más eficiente entre organizaciones.
2. Estándarización: Proporciona un conjunto coherente de prácticas para la recopilación, el intercambio y la presentación de datos estadísticos y metadatos.
3. Eficiencia: Reduce el tiempo y los recursos necesarios para el procesamiento y análisis de datos, gracias a la automatización del intercambio de información.
4. Calidad y Transparencia: Asegura que los datos sean acompañados de metadatos detallados, mejorando la calidad y la fiabilidad de la información estadística disponible.

## Aplicaciones del SDMX
El SDMX se ha aplicado en una amplia gama de contextos, desde el intercambio de información económica y financiera hasta datos demográficos y sociales. Organizaciones como el FMI y la OCDE utilizan SDMX para diseminar datos estadísticos a nivel internacional, permitiendo a los usuarios acceder a información actualizada y comparar datos de diferentes países y regiones de manera eficiente.

## Retos y Desafíos
A pesar de sus ventajas, la implementación de SDMX enfrenta desafíos, como la necesidad de adaptación tecnológica por parte de las instituciones y la capacitación de personal para manejar este estándar. Además, la armonización de los sistemas estadísticos a nivel nacional e internacional sigue siendo un proceso en desarrollo.

## Futuro del SDMX
La adopción del SDMX continúa expandiéndose, con un creciente número de organizaciones y países adoptando este estándar para mejorar la gestión de sus datos estadísticos. A medida que la tecnología avanza y la demanda de datos de alta calidad y fácil acceso aumenta, el SDMX juega un papel crucial en la estandarización y eficiencia del intercambio de información estadística a nivel mundial.